# Wilhelm Augustinsson

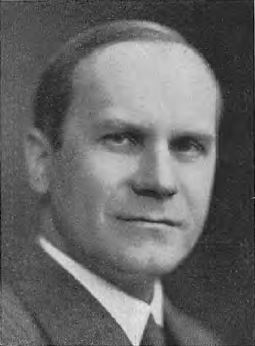
Wilhelm Augustinsson.

Carl Ernst Wilhelm Augustinsson, född 21 mars 1889 i Halmstad, död 23 augusti 1973, var en svensk jurist. 
Efter studentexamen i Halmstad 1907 blev Augustinsson juris kandidat vid Lunds universitet 1914 och genomförde tingstjänstgöring i Västra Värends domsaga 1914–1917. Han blev löjtnant i Hallands regementes reserv 1915 och tog avsked 1920. Han var tjänsteman i Stockholms Enskilda Bank 1917–1918, sekreterare i Industribanken i Stockholm 1918, bankombudsman och chef för notarieavdelningen där samt i Göteborgs Handelsbank och Nordiska Handelsbanken till 1926, sekreterare i styrelsen och ombudsman för AB Stockholms Spårvägar 1927, vice verkställande direktör i AB Stockholms Spårvägar från 1940 samt sekreterare och kassaförvaltare i Svenska Lokaltrafikföreningen från 1926.
Augustinsson var son till lasarettsläkaren Ernst Augustinsson i dennes äktenskap med Maria Leijonancker. Han ingick 1916 äktenskap med Elsa Johansson och de fick tre söner Klas-Bertil Augustinsson, Curt Augustinsson och Bengt Leijonancker. Makarna är begravna på Norra begravningsplatsen utanför Stockholm.